# Eidmannella delicata
Eidmannella delicata là một loài nhện trong họ Nesticidae.
Loài này thuộc chi Eidmannella. Eidmannella delicata được Willis J. Gertsch miêu tả năm 1984.